# NGC 146
NGC 146 је расејано звездано јато у сазвежђу Касиопеја које се налази на NGC листи објеката дубоког неба.
Деклинација објекта је + 63° 18' 6" а ректасцензија 0h 33m 3,0s. Привидна величина (магнитуда) објекта NGC 146 износи 9,1. NGC 146 је још познат и под ознакама OCL 299.